# Theodor Beutling
Theodor Franz Friedrich Beutling (* 22. Januar 1898 in Odessa; † 1942 in Schelesnodoroschny, Sowjetunion) war ein deutscher Politiker (KPD).

## Leben und Wirken
Beutling besuchte die Volksschule. Anschließend arbeitete er zunächst als Metallarbeiter. In den 1920er Jahren schloss er sich der Kommunistischen Partei Deutschlands (KPD) an. Von 1926 bis 1928 studierte er an der Internationalen Lenin-Schule in Moskau. Danach fungierte er zunächst als Politleiter in Berlin-Neukölln, später als Sekretär für Gewerkschaftsfragen in der Bezirksleitung der KPD in Berlin-Brandenburg. Ab 1928 gehörte Beutling als Abgeordneter seiner Partei für den Wahlkreis 3 (Potsdam II) dem Reichstag an, schied aber bereits 1930 wieder aus dem Parlament der Weimarer Republik aus.
Wegen seiner schwankenden Haltung in der Wittorf-Affäre geriet Beutling in der KPD unter Druck und verlor schrittweise seine wichtigen Funktionen. Nachdem er bis 1933 als Angestellter in der sowjetischen Handelsvertretung in Berlin gearbeitet hatte, emigrierte er nach Moskau. Dort war er zunächst in der Roten Gewerkschafts-Internationale (RGI) tätig, um ab 1934 als Dozent an der Kommunistischen Universität der nationalen Minderheiten des Westens (KUNMS) zu lehren, wo er der deutschen Sektion als Leiter vorstand.
Im Januar 1938 wurde Beutling im Zuge der Deutschen Operation des NKWD verhaftet. Er wurde damit ein Opfer der ersten der sogenannten „nationalen Operationen“ zu Zeiten des Großen Terrors. Unter Folter gestand er den konstruierten Vorwurf als Leiter der deutschen Sektion der KUNMS die deutsche Sektion zur „Drehscheibe“ einer Verschwörung des Antikommunistischen Blocks – und zu einem Zentrum der fiktiven Organisation einer „Hitlerjugend in der UdSSR“ – gemacht zu haben. Später widerrief er sein Geständnis. Danach lebte er noch mindestens drei Jahre in sowjetischer Gefangenschaft, ersuchte mindestens zweimal vergeblich um seine Entlassung aus der Haft und die Erlaubnis zur Rückkehr nach Deutschland („Ich will in meine deutsche Heimat zurück, die ich erst hier in der Sowjetunion im Gefängnis schätzen gelernt habe.“), bevor sich seine Spur schließlich ab Mai 1941 verliert.
Offiziellen Angaben der Sowjetunion zufolge „verstarb“ Beutling 1942 in Schelesnodoroschny.
Auf Antrag seines Sohnes Horst, der im April 1946 nach Deutschland zurückkehren konnte, wurde Theodor Beutling am 19. November 1956 von der Zentralen Partei-Kontrollkommission (ZPKK) der SED postum rehabilitiert.